# Johan Svensson (fotbollsspelare)

För andra personer med samma namn, se Johan Svensson.  
Johan Svensson, född 22 januari 1981, är en svensk före detta fotbollsspelare som spelade största delen av sin karriär i Mjällby AIF.
Han spelade vanligtvis vänstermittfältare, men när Daniel Nicklasson från GAIS lånades in spelade han också högermittfältare. Svensson har även spelat i Östers IF. Han var med när Mjällby AIF gick upp i Allsvenskan 2009.
I januari 2012 lånades Svensson ut till division 1-klubben Kristianstads FF på ett låneavtal över säsongen 2012. Han spelade därefter sina två sista fotbollssäsonger i Sölvesborgs GoIF.